# Avanhard, Vesele
Avanhard (în ucraineană Авангард) este un sat în comuna Bilorițke din raionul Vesele, regiunea Zaporijjea, Ucraina.

## Demografie
Componența lingvistică a localității Avanhard
     Ucraineană (92,52%)
     Rusă (7,48%)
Conform recensământului din 2001, majoritatea populației localității Avanhard era vorbitoare de ucraineană (92,52%), existând în minoritate și vorbitori de rusă (7,48%).